# Andrzej Cibis

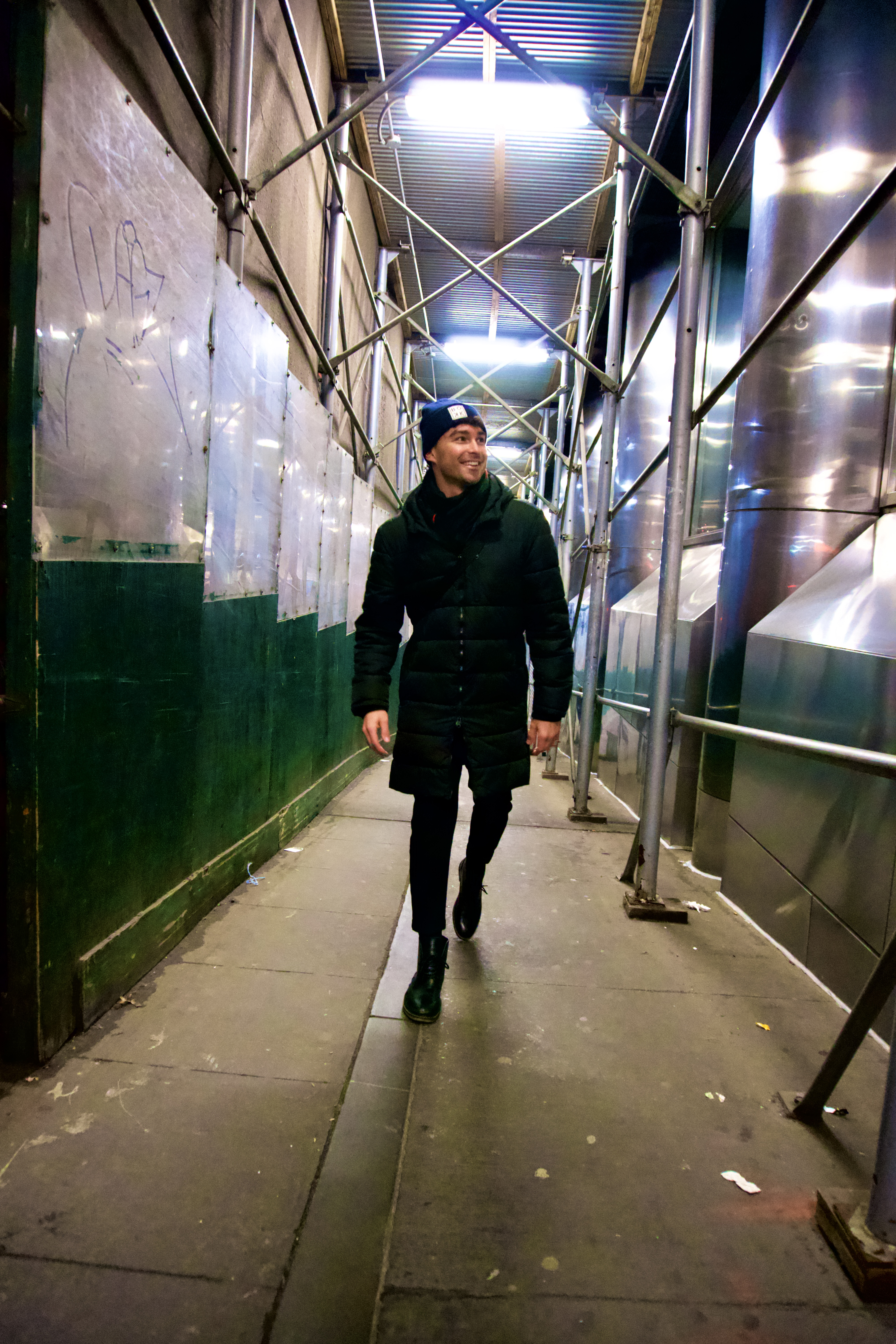
Andrzej Cibis

Andrzej Cibis (* 19. Juli 1987 in Bytom, Polen) ist ein deutscher Tanzsportler. Er tanzt in der Professional Division des Deutschen Tanzsportverbandes.

## Leben
Andrzej Cibis zog mit seiner Familie im Alter von einem Jahr nach Deutschland. Er ist Bankkaufmann und Bankbetriebswirt. Im Alter von 9 Jahren begann er mit dem Tanzen, zunächst in einer Tanzschule. Zum Turniertanz kam er 2003. Bis 2007 tanzte er in der Hauptgruppe S-Standard und der Hauptgruppe S-Latein, seitdem war er Tänzer in der Hauptgruppe S-Latein. 2017 wechselte er mit seiner Tanzpartnerin Victoria Kleinfelder-Cibis, in die Professional Division des Deutschen Tanzsportverbandes. Seit 2015 ist Cibis auch als Trainer aktiv.
Von 2005 bis 2015 war Cibis Mitglied im Landeskader des Tanzsportverbandes Baden-Württemberg und seit 2016 nach einem Vereinswechsel zum Tanz- u. Turnierclub München Mitglied im Landeskader des Landestanzsportverbandes Bayern. Seit 2007 war er auch Mitglied im Bundeskader des Deutschen Tanzsportverbandes. Mit Victoria Kleinfelder-Cibis belegte er den sechsten Platz der deutschen Rangliste.
Andrzej Cibis ist seit September 2015 mit Victoria Kleinfelder-Cibis verheiratet, mit der er einen gemeinsamen Sohn (* 2023) hat. Das Paar betreibt ein Tanzstudio im Stadtteil Aldingen von Remseck am Neckar.

## Fernsehauftritte
2016 tanzte Andrzej Cibis im Finale der ProSieben-Show „Deutschland tanzt“ mit der für das Bundesland Hessen antretenden Taynara Wolf. 2017 war er Teilnehmer der RTL-Tanzshow „Let’s Dance“. Er schied mit Cheyenne Pahde nach der siebten Folge aus. Im Jahr 2020 nahm er erneut an der Show teil. Seine Tanzpartnerin war Loiza Lamers, die zunächst nach der vierten Folge ausschied, aber als Nachrückerin noch drei Runden bestreiten konnte. Mit Auma Obama erreichte er 2021 den fünften Rang. 2022 tanzte er mit Lilly zu Sayn-Wittgenstein-Berleburg bis in Show 4. Mit Natalia Yegorova erlangte er 2023 den 12. Platz.
Andrzej Cibis bei Let’s Dance
| Staffel (Jahr) | Partner                              | Platzierung |
| -------------- | ------------------------------------ | ----------- |
| 10 (2017)      | Cheyenne Pahde                       | 08.         |
| 13 (2020)      | Loiza Lamers                         | 08.         |
| 14 (2021)      | Auma Obama                           | 05.         |
| 15 (2022)      | Lilly zu Sayn-Wittgenstein-Berleburg | 11.         |
| 16 (2023)      | Natalia Yegorova                     | 12.         |

## Erfolge (Auswahl)
- 2016: Bayerischer Landesmeister Hgr S-Latein[11]
- 2016: 1. Platz WDSF-Weltranglistenturnier Latein, Melbourne[12]
- 2016: 1. Platz WDSF-Weltranglistenturnier Latein, Nordhoek[5]
- 2017: Bayerischer Landesmeister Hgr S-Latein[11]
- 2018: 3. Platz Deutsche Meisterschaft Show Professionals[13]
- 2019: 3. Platz Deutsche Meisterschaft Latein Professionals[14]
- 2019: 3. Platz Deutsche Meisterschaft Show Professionals[14]
- 2019: 2. Platz German Open Championships Professionals Rising Stars Latein[15]